# Georg Winter (Politiker)

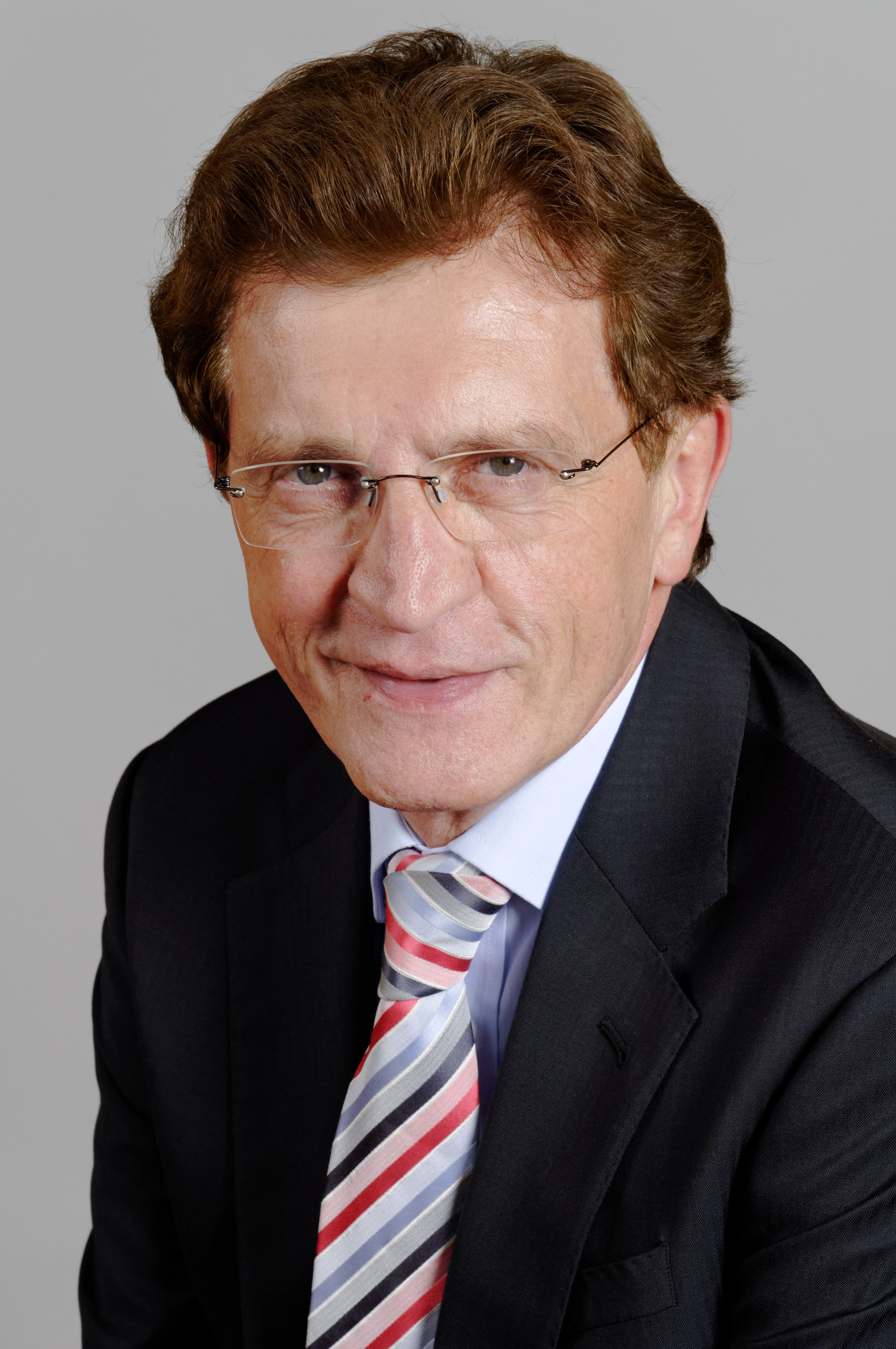
Georg Winter (2012)

Georg Winter (* 1951 in Höchstädt an der Donau) ist ein deutscher Politiker (CSU) und Verwaltungswirt. Von 1990 bis 2023 war er Mitglied des Bayerischen Landtags.

## Privates
Nach der Ausbildung als Landwirt und zum Diplom-Verwaltungswirt (FH) arbeitete Winter als Geschäftsleiter in der Kommunalverwaltung.
Winter ist römisch-katholisch, verheiratet und hat zwei Kinder.

## Politische Laufbahn
Von 1978 bis 2009 war Winter Stadtrat von Höchstädt und darüber hinaus von 1978 bis 1991 dessen zweiter Bürgermeister. Seit 1978 ist er Kreisrat im Landkreis Dillingen und war von 1984 bis 2010 Vorsitzender der CSU-Kreistagsfraktion. Von 1982 bis 1990 war Winter Mitglied im Bezirkstag von Schwaben. Von 1990 bis 2023 war Winter für den Stimmkreis Augsburg-Land, Dillingen Abgeordneter des Bayerischen Landtags. Dort war er ab 1994 Mitglied im Ausschuss für Staatshaushalt und Finanzfragen und von 2008 bis 2013 Vorsitzender dieses Ausschusses. Ab 2005 war er im Vorstand der CSU-Landtagsfraktion. Zudem gehört Winter dem Stiftungsrat der Bayerischen Landesstiftung an, dessen stellvertretender Vorsitzender er ist.
2013 geriet Winter im Zuge der Verwandtenaffäre in die Kritik, als ein Arbeitsvertrag bekannt wurde, den er im Jahr 2000 zu Lasten der Staatskasse mit seinen damals 13 und 14 Jahre alten Söhnen zur Mitarbeit im Büro, u. a. zur Wartung seiner Computer, abgeschlossen hatte. In der Zeit von 2000 bis 2012 verdienten beide jeweils im Durchschnitt 286 Euro. Ende April 2013 trat Winter in Folge der zunehmenden öffentlichen Diskussion vom Vorsitz des Ausschusses für Staatshaushalt und Finanzfragen zurück und zahlte die an seine Söhne geflossenen Löhne inklusive Steuern und Sozialabgaben in Höhe von je ca. 45.000 Euro an das Bayerische Landtagsamt zurück. Das Landtagspräsidium kam im Rahmen einer Überprüfung zur Überzeugung, dass die Beschäftigung gegen die Kinderarbeitsschutzverordnung verstoßen habe. Die Staatsanwaltschaft München I entlastete Winter von jeglichen strafrechtlichen Vorwürfen und lehnte ein Ermittlungsverfahren gegen Winter ab. Sie kommt außerdem zum Schluss, dass der Landtag ausreichend informiert gewesen sei, da Winter von Anfang an exakt das Alter seiner Kinder angegeben hatte.
Ab 2021 war Winter Vorsitzender der Bezirksgruppe Schwaben und somit Sprecher der zwölf schwäbischen CSU-Abgeordneten. Seit Ende 2022 ist Winter Vorsitzender des Maßregelvollzugsbeirats am Bezirkskrankenhaus Günzburg.
Bei der Landtagswahl 2023 kandidierte Winter nicht erneut.

## Auszeichnungen
- Bayerischer Verdienstorden (2008)
- Bayerische Verfassungsmedaille in Gold (2011)